# Lestinogomphus silkeae
Lestinogomphus silkeae là loài chuồn chuồn trong họ Gomphidae. Loài này được Kipping mô tả khoa học đầu tiên năm 2010.